# Клубничный (Брянская область)
Клубничный — упразднённый посёлок в Клинцовском районе Брянской области России. Входил в состав Первомайского сельского поселения. Упразднён в 1995 г.

## География
Располагался на левом берегу реки Туросна, в 2 км юго-западу от села Рудня-Голубовка.

## История
В 1964 году Указом Президиума ВС РСФСР посёлок Святец переименован в Клубничный.
Постановлением Брянской областной Думы от 30 марта 1995 г. посёлок Клубничный исключен из учётных данных.